# Marius Devèze
Marius Devèze, né le 21 mai 1863 à Alès et mort le 29 juillet 1940 à Saint-Hilaire-de-Brethmas, est un homme politique français.

## Mandats
- Député du Gard (1898-1914)

## Fonctions
- Secrétaire du groupe socialiste à la Chambre des députés (1902-1905)

## Sources
- « Marius Devèze », dans le Dictionnaire des parlementaires français (1889-1940), sous la direction de Jean Jolly, PUF, 1960 [détail de l’édition]
- « Devèze (Marius) », dans Dictionnaire biographique du Gard, Paris, Flammarion, coll. « Dictionnaires biographiques départementaux » (no 45), 1904 (BNF 35031733), p. 212-213.